# Ambient

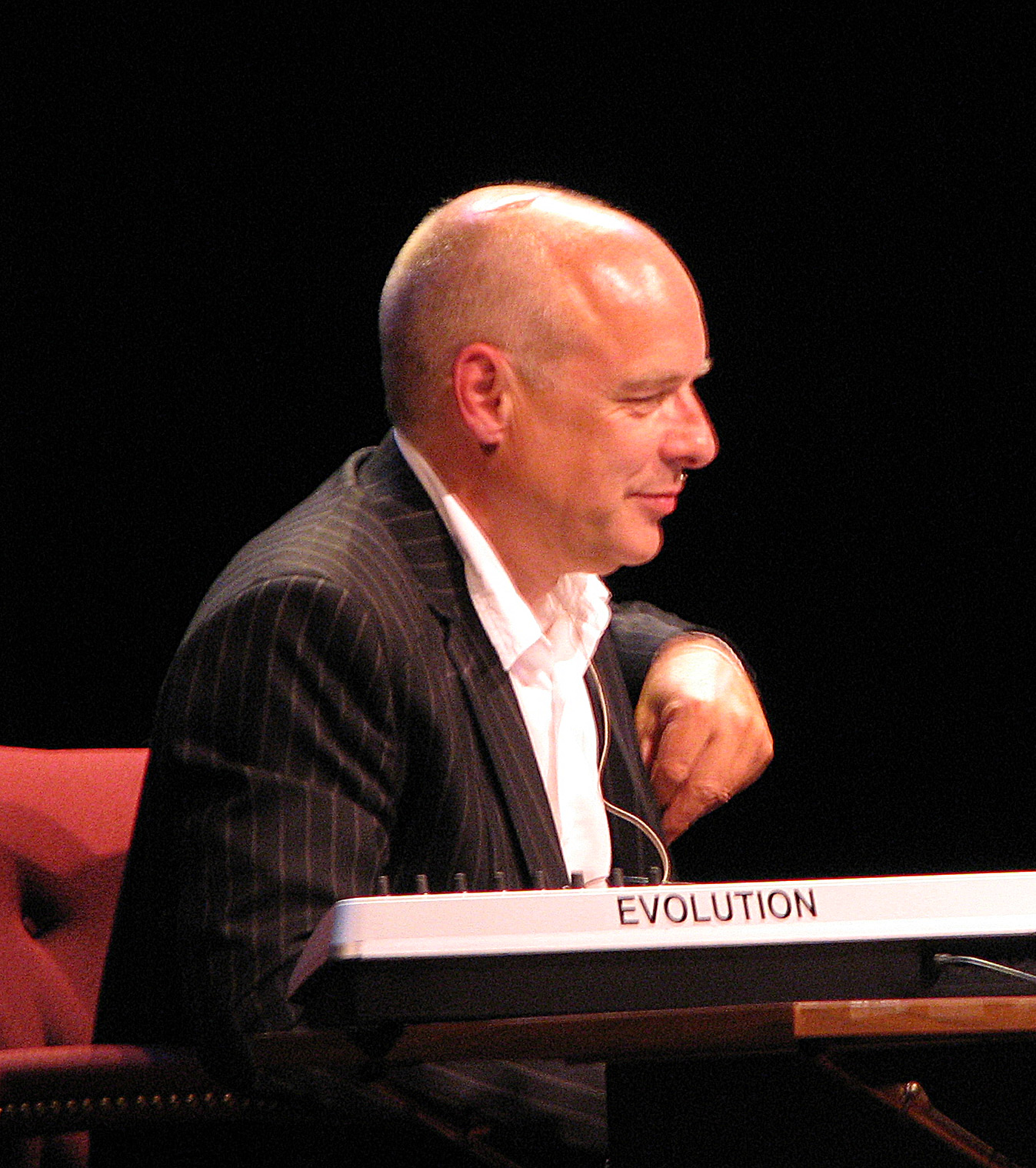
Brian Eno.

Ambient betyder "omgivande" eller bakgrund och används i första hand som benämning på en musikgenre, men även som ett adjektiv för att beskriva allmänt lågmäld och gäckande musik. Ambientmusik i dess renaste form karaktäriseras av lågmälda, resonanta ljud, ofta framställda med dator eller annat elektroniskt instrument, och långsam eller ingen rytm. Ordet som benämning på en musikgenre ska ha myntats först av Brian Eno under 1970-talet. Han är också det mest kända namnet inom genren.

## Exempel på grupper/artister
- Adiemus
- Afterlife
- Ambeon
- Aphex Twin
- Alio Die
- Alpha Mound
- Anthoni Jones
- Ashera
- ATB
- Biosphere
- Boards of Canada
- Brian Eno
- Brunette Models
- Burzum
- Carbon Based Lifeforms
- Chu Ishikawa
- Eluvium
- Enigma
- The Future Sound of London
- Dan Gibson
- Gossamer dread
- Jean Ven Robert Hal
- Karl Sanders
- Kunst Grand
- Jean Michel Jarre
- Mortiis
- Pete Namlook
- Port Blue
- The Orb
- Retro Sampling
- Robert Rich
- Sigur Rós
- Solar Fields
- Somnam
- Stars of the Lid
- Steve Roach
- Tangerine Dream
- Vidna Obmana
- Vangelis

## Genrer som brukar associeras med ambient
- Dark ambient
- Ambient trance
- IDM
- Ambient dub
- Psykedelisk trance
- New Age (musik)
- Lounge
- Chill out
- Elektroakustisk musik
- Syntmusik
- Minimalism
- Illbient
- Postrock